# Norman Kirk

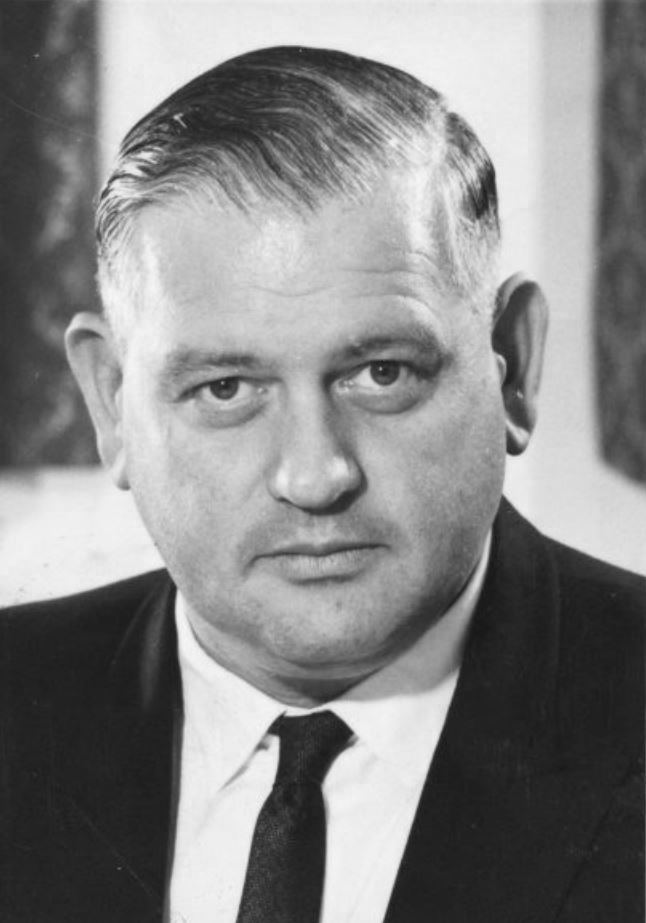
Norman Kirk (1972)

Norman Eric Kirk (* 6. Januar 1923 in Waimate, Neuseeland; † 31. August 1974 in Wellington) war ein neuseeländischer Politiker der Labour Party und von 1972 bis zu seinem Tod Premierminister Neuseelands.  

## Leben
Kirk wurde am 6. Januar in eine Arbeiterfamilie geboren. Kurz vor seinem dreizehnten Geburtstag verließ er die Schule, besuchte aber weiterhin Bibliotheken und interessierte sich vor allem für Geschichte und Geographie. Er arbeitete in verschiedenen Berufen, unter anderem als Maler und bei der Bahn. Aufgrund seines schlechten Gesundheitszustands wurde er während des Zweiten Weltkriegs nicht eingezogen. 
1943 trat er der Labour Party bei, 1953 wurde er Bürgermeister von Kaiapoi. Nach einem erfolglosen Versuch 1954 für den Wahlkreis Hurunui ins Parlament einzuziehen trat er 1957 erfolgreich im Wahlkreis Lyttelton an.
Während seiner politischen Karriere sprach Kirk sich für den Wohlfahrtsstaat aus, was ihm große Sympathien in der Bevölkerung einbrachte. Er stieg in seiner Partei auf, wurde 1963 stellvertretender Parteivorsitzender und 1965 Spitzenkandidat für die Wahl 1966.
Kirk blieb Oppositionsführer, bis er 1972 Jack Marshall als Premierminister ablöste. Er setzte sich besonders für bessere Kontakte seines Landes zu Afrika und Asien ein und sprach sich gegen französische Atomwaffentests im Pazifik aus. Aufgrund des Apartheid-Regimes verweigerte er im Gegensatz zu Robert Muldoon einem südafrikanischen Rugbyteam eine Tour durch Neuseeland. Während seiner Amtszeit wurde der Neuseelandtag eingeführt.
Aufgrund seines hohen Arbeitspensums verschlechterte sich sein Gesundheitszustand immer mehr. Im August 1974 wurde er in ein Krankenhaus eingewiesen, in dem er drei Tage später starb. Er war seit 1943 mit Lucy Ruth Miller verheiratet und hatte drei Söhne, darunter der Geograph Robert Miller Kirk, und zwei Töchter.